# Бабенко Олександр Калістратович
Олекса́ндр Калістра́тович Бабе́нко (25 травня 1881, Ясинуватка — 30 вересня 1959, Київ) — український радянський фізик-методист, професор Київського педагогічного інституту імені О. М. Горького.

## Біографія
Народився 25 травня 1881 року в селі Ясинуватці Чигиринського повіту Київської губернії (тепер Олександрійського району Кіровоградської області) в сім'ї селянина.
Навчався у Златопільській чоловічій гімназії. В 1902 році поступив на фізико-математичний факультет Київського університету і до Київського художнього училища. За участь у студентських заворушеннях Олександр Бабенко разом з іншими сорока учнями взимку 1905 року з училища був відрахований.
Продовжив художню освіту в студії відомого українського художника-передвижника С. Світославського, яку той відкрив спеціально для відрахованих. Під псевдонімом «Москіт» уміщував свої сатиричні твори майже у всіх періодичних виданнях революційного напрямку, які виходили в Києві, активно співробітничав у «Шершні», який видавався у 1906 році (виконав для журналу сім малюнків). У 1907 році закінчив університет і зосередився винятково на фізиці.
У 1907–1929  роках — викладач фізики в середніх навчальних закладах Вінниці та Вінницької області, у 1907–1908 навчальному році викладач предметів Математика та Фізика у Златопільській чоловічій гімназії, з 1930  року — у вишах Києва. З 1932 року — завідувач кафедри КДПІ імені О. М. Горького. Член ВКП (б) з 1946 року.
Нагороджений орденом Леніна.
Син — науковець-орнітолог, кандидат біологічних наук Лев Бабенко (1922—2007).

Могила Олександра Бабенка

Помер на 79-му році життя 30 вересня 1959 року. Похований в Києві на центральній алёї Байкового кладовища разом з родиною (ділянка №8а).

## Праці
Автор праць:
- «Електромагнітна індукція»;
- «Звук»;
- «Коливання і хвилі» та інші.

За його редакцією видано фундаментальну (в чотирьох томах) працю «Нариси з методики викладання фізики в середній школі» (1952–1959), відзначену Республіканською премією імені К. Д. Ушинського.